# Aurora (film, 2006)
Aurora är en film från 2006. Den tävlade som Ukrainas bidrag vid Oscarsgalan 2007. Filmen hann inte nomineras före den ursprungliga tidsfristen men en förlängning beviljades. Det uppstod kontrovers kring filmens nominering då vissa menade att filmen inte uppfyllde kraven för att nomineras.